# 张书祥
张书祥（1911年—1986年），中国人民解放军将领、中国人民解放军开国少将。
曾任中国人民解放军军事学院炮兵系主任。1955年，授予中国人民解放军少将。